# 고막원천
고막원천(古幕院川)은 전라남도 장성군 삼서면 유평리 태청산(상무대 인근)에서 발원해 함평군의 석관정나루 인근에서 영산강과 합류하는 하천이다. 장성군 유평리부터 지방하천으로 관리되며, 함평군 월야리부터는 국가하천으로 바뀌어 관리된다. 이름은 전라남도 함평군 고막리에 있었던 고막원에서 유래했으며, 일부 구간에서 나주시와 함평군의 경계를 이룬다.
전라남도 함평군 학교면(鶴橋面) 고막리에 '함평고막천석교'라는 이름으로 고려시대에 지어진 돌다리가 있는데, 이는 보물 제1372호로 지정되었다. 이 돌다리는 현존하는 한국 유일의 고려시대 다리인데, 고려시대의 승려 고막대사가 1273년에 도술로 놨다는 전설이 있다.

## 지류
지류로는 유평천, 대도천, 삼서천, 용암천, 금석천, 해보천, 식지천(광주 광산구에서 발원), 월봉천, 평릉천, 안국천 등이 있다.